# Sonic the Hedgehog (personagem)
Sonic the Hedgehog (em português: Sonic, o Ouriço) é um personagem fictício e um dos protagonistas da série de jogos Sonic the Hedgehog, bem como desenhos animados, quadrinhos e outras mídias feitas pela empresa Sega, da Sega Sammy Holdings, criado em substituição ao personagem Alex Kidd.
Sonic é um ouriço azul antropomórfico (embora era referido pela Tec Toy, representante da Sega no Brasil, como porco-espinho), capaz de correr em velocidade imensurável e se enrolar como uma bola, primariamente para atacar inimigos. É considerado um dos personagens mais rápidos da ficção e é o Arqui-inimigo do vilão Dr. Eggman (também chamado de Dr. Robotnik em algumas adaptações ocidentais), e vários outros.
Sonic foi criado para substituir Alex Kidd, que ocupava o posto de mascote da Sega, e sua criação é normalmente atribuída ao programador Yuji Naka e o artista Naoto Oshima. Também é considerado como um dos maiores ícones dos videogames junto ao seu maior rival Super Mario da Nintendo onde foram proeminentes na década de 90.

## Criação

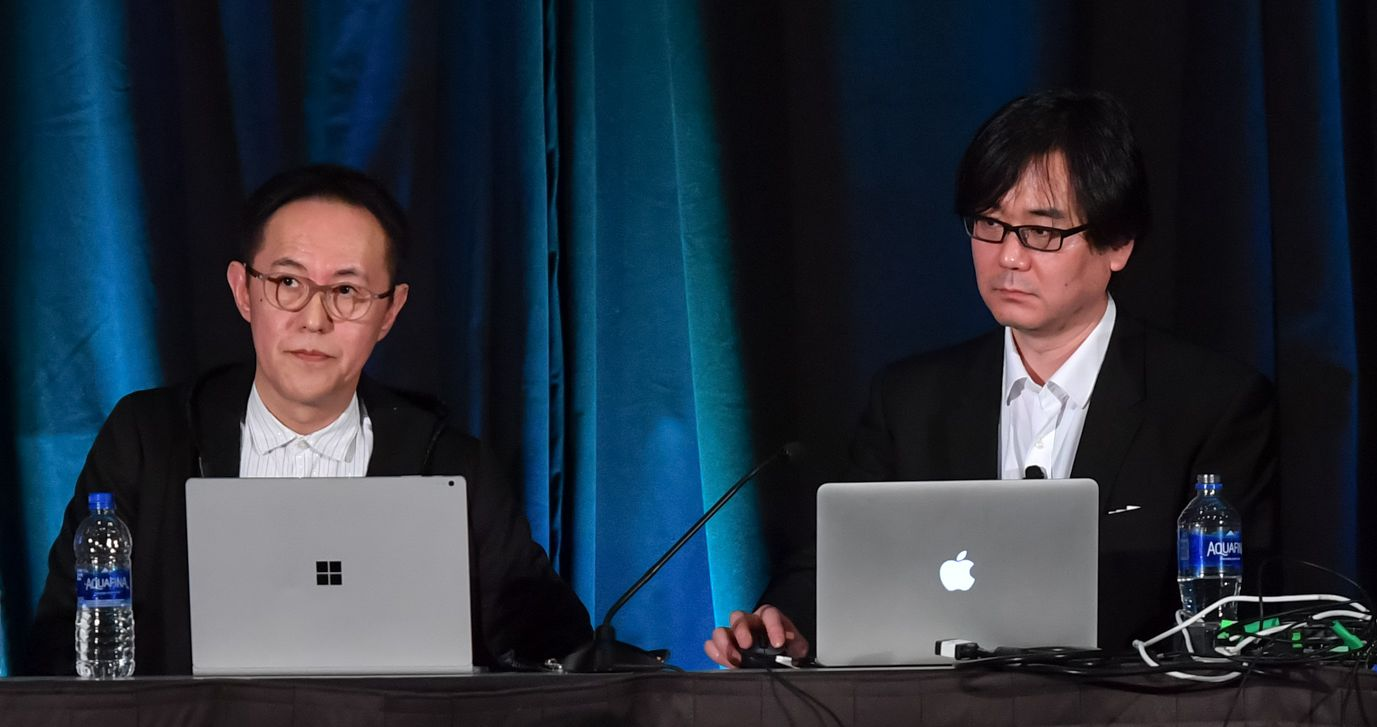
O designer de personagem de Sonic, Naoto Ohshima (à esquerda), com o designer de níveis Hirokazu Yasuhara na Game Developers Conference de 2018.

Quando a Sega decidiu criar um novo mascote para a empresa, que também serviria como competidor do Mario da Nintendo, vários conceitos foram criados, incluindo um tatu (que inspiraria um personagem da série, Mighty), um sósia de Theodore Roosevelt de pijama (base do Dr. Eggman) e um coelho que esticaria suas orelhas para capturar objetos (conceito reciclado no jogo Ristar). Naoto Ōshima, da divisão Sega AM8, que desenvolveria o eventual jogo, levou os desenhos para Nova York e pediu a opinião de transeuntes no Central Park, com o ouriço azul desenhado por ele próprio sendo o que mais chamou atenção. Ohshima sentiu que as pessoas o selecionaram porque "transcende raça e gênero, esse tipo de coisa". O design geral do personagem buscava algo que pudesse ser desenhado facilmente por crianças e exibir uma atitude "legal". A cor azul foi escolhida para combinar com a logomarca cobalto da Sega, e seus tênis vermelhos e brancos evocam as botas de Michael Jackson e as cores que Jackson vestia no disco Bad. A supervelocidade veio para aproveitar uma demo feita por Yuji Naka que demonstrava um personagem se movendo velozmente em curva ao se transformar em bola.
Seguindo os conceitos de Ohshima, nos primeiros jogos e animações, Sonic era baixo, com um corpo redondo, espinhos curtos e sem íris visíveis. Para o jogo de 1998 Sonic Adventure, Sonic foi redesenhado por Yuji Uekawa para ter pernas maiores, um corpo mais esbelto, espinhos mais longos, e olhos verdes. Os desenvolvedores do jogo Sonic the Hedgehog, de 2006, disseram que o design parecendo mais adulto visava cativar jogadores mais velhos, bem como fazer Sonic combinar melhor interagindo com humanos. Sonic Generations revelaria que o Sonic rechonchudo é a versão mais jovem do esguio que o substituiu.

## Características

### Aparência
Sonic é um ouriço antropomórfico de pele azul cobalto e espinhos extremamente grossos e afiados que fazem parecer ser um cabelo. Ele possui uma cabeça ligeiramente grande e desproporcional em relação ao seu corpo, além de pernas e braços bem compridos. Seus olhos são juntos sempre numa expressão de raiva (que nem sempre é usada) com a íris verde, além de ter orelhas pontiagudas idênticas as de um gato. Os seus braços, boca e barriga são bege amarelado separados do resto do corpo. Ele veste apenas um par de luvas brancas e tênis vermelhos com uma listra branca superior em sentido vertical e posteriormente uma fivela dourada. Nos jogos mais antigos ele era mais baixinho e gordinho como é mostrado em Sonic Generations, e seus olhos não ficavam sempre na sua expressão de raiva. Na série Spin-off Sonic Boom, Sonic tem os braços azuis, usa ataduras nas mãos e tornozelos e uma bandana marrom em seu pescoço.

### Personalidade
Sonic é notório por ser extremamente rápido, aventureiro, corajoso e extrovertido. Luta sempre pela justiça, liberdade, compaixão e pelos indefesos. Enfrenta todos os perigos para ajudar os outros, encarando tudo como um desafio. Mas gosta também de relaxar e descansar, mostrando-se também preguiçoso. Sonic nunca é modesto com suas habilidades, sendo muitas vezes marrento. Apesar do pensamento rápido, tem o pavio curto e a tendência a tomar decisões precipitadas. Sonic também é conhecido por ser bastante calmo e perpicaz em certas situações que exigem seriedade.

### Habilidades
O grande ponto forte de Sonic é sua velocidade, que chega a níveis supersônicos ou ultrapassar a velocidade da luz. Inspirado no fato que ouriços se encolhem em bolas quando ameaçados, muitas de suas habilidades evocam isso com a combinação de girar, como o " Ataque Giratório " (Spin Attack) rolando para cima de inimigos, e o "Spin Dash" em que Sonic gira parado para adquirir impulsão antes de sair em disparada. No que diz respeito à resistência, a de Sonic é aparentemente ilimitada, pois ele nunca fica sem fôlego de correr. Sua velocidade também lhe permite realizar vários feitos impressionantes; ele pode se auto curar em velocidades rápidas, lançar ondas de choque com o Spin Dash e criar barreiras elétricas de proteção. Ele também pode girar em círculos ou girar seus braços em super velocidade para criar ventos fortes ou tornados o suficiente para atacar ou afastar oponentes, semelhante à aerocinese. Ele tem habilidades acrobáticas profundas e agilidade, juntamente com reflexos incríveis que lhe permitem evitar quaisquer obstáculos com movimentos precisos e delicados e também aprendeu a arte marcial de Linshao Kung Fu de Shuifon e sabe dança breakdance. Quando Sonic coleta as sete Esmeraldas do Caos, pode se transformar em "Super Sonic", uma versão mais veloz e invulnerável, capaz de voar. Super Sonic tem um corpo dourado e olhos vermelhos, que Naoto Ohshima admitiu que é uma homenagem aos Sayajin de Dragon Ball Z. A forma mais poderosa de Sonic é o "Hyper Sonic", a forma de conseguir ela é coletando as Super Esmeraldas do Caos, ele tem as mesmas habilidades de Super Sonic, mais o poder dele é infinito, essa forma só apareceu em Sonic the Hedgehog 3. As características são: espinhos para cima e mais volumosos, olhos rosas (no conceito da versão moderna) e pelo branco ( isso acontece porque o pelo é a junção de todas as cores existentes, em predominante branco) com aura colorida que muda de cor. E uma das formas menos conhecidas é a do Dark Spine Sonic de Sonic and the Secret Rings. Sua principal fraqueza é não saber nadar, com o personagem afundando e se afogando com facilidade. Yuji Naka criou tal conceito por incorretamente acreditar que ouriços eram incapazes de nadar.

## Aparições

### Jogos eletrônicos
Os jogos de Sonic geralmente são na sua maioria do tipo plataforma, centrados na luta contra Dr. Eggman (Robotnik) e a caça às misteriosas Esmeraldas do Caos. Os terrenos lembram vagamente uma montanha-russa, com loops e quedas abruptas. As fases são variadas, sendo as mais típicas as planícies gramadas, as ruínas, parques e outros lugares de entretenimento, e as megalópoles industriais.
Sonic 2 marcou a estreia de Tails, a raposa de dois rabos, e a primeira aparição de Super Sonic. Sonic 3 marcou a estreia de Knuckles, o équidna (que era vilão mas se tornou aliado em Sonic & Knuckles). Os jogos do Sonic sempre vem com um segredo nas fases. Em 1996, saiu o primeiro jogo isométrico do Sonic, Sonic 3D Blast (até então, a grande maioria dos jogos eram de plataforma). Sonic 3D Blast foi fabricado pela Traveller's Tales, em parceria com a Sega (que detém os direitos sobre a marca Sonic).
Sonic foi convertido para o universo 3D com Sonic Adventure, em 1998 para o console Dreamcast (mais tarde seria portado para PC e Gamecube como Sonic Adventure DX). Antes disso, o ouriço já tinha participado de jogos 3D (Sonic R e Christmas NiGHTS), mas fora do gênero plataforma. Em Sonic Adventure, Yuji Uekawa redesenhou todos os personagens, deixando-os com um ar mais "radical". Ele deu a Sonic pernas e espinhos mais longos, assim como íris verdes. Sonic Adventure foi seguido em 2001 por Sonic Adventure 2, que marcou uma mudança na série, implementando "times", o Team Hero (Sonic, Tails e Knuckles) que tentava salvar o mundo e o Team Dark (Dr. Eggman, Rouge the Bat e Shadow the Hedgehog), que tentava conquistá-lo. O conceito de times foi levado além em Sonic Heroes (2003), em que se controlavam três personagens simultaneamente. Os primeiros para a "nova geração" de games foram Sonic the Hedgehog (2006) para Xbox 360 e PlayStation 3, e Sonic and the Secret Rings (2007) para Wii, que teve a sequência Sonic and the Black Knight. Outros títulos em 3D incluíram Sonic Unleashed (2008), alternando fases de corrida com outras em que Sonic se tornava um "lobisouriço"; Sonic Colors (2009), que dava menos ênfase à velocidade e mais na resolução de obstáculos; e Sonic Generations, que celebrou o vigésimo aniversário do personagem em 2011 revisitando fases de jogos anteriores. Os títulos mais recentes da série foram lançados em 2017: Sonic Forces, em 3D, e Sonic Mania, em 2D.
Sonic também estrelou uma série de spin-offs: jogos de corrida (Sonic Drift, Sonic Drift 2, Sonic R, Sonic Riders, Sonic Riders: Zero Gravity), luta (Sonic the Fighters, Sonic Battle), puzzles (Sonic Shuffle), pinball (Sonic Spinball, Sonic Pinball Party), entre outros. Seus companheiros também tem aventuras separadas, como Tails Adventures, Knuckles' Chaotix e Shadow the Hedgehog.
Por muito tempo Sonic foi exclusivo de consoles Sega, com exceção de conversões de seus jogos para PC e de um jogo criado para o Neo Geo Pocket numa parceria com a SNK. Em 2001, a Sega se retirou do mercado de consoles, e no ano seguinte Sonic já aparecia no GameCube e no Game Boy Advance da Nintendo. Em 2003, Sonic tornou-se multiplataforma, estrelando jogos novos para os outros consoles da geração 128-bit, o PlayStation 2 e o Xbox, e depois para outras plataformas portáteis (N-Gage, PSP, Nintendo DS, Nintendo 3DS).
Sonic também fez aparições marcantes ao lado de seu rival Mario em jogos como Mario & Sonic at the Olympic Games, Mario & Sonic at the Olympic Winter Games e Super Smash Bros. Brawl como personagem jogável em ambos os jogos em parceria com a Nintendo. Sonic permaneceria nos dois jogos seguintes da série Super Smash Bros, Super Smash Bros. para Nintendo 3DS e Wii U e Super Smash Bros. Ultimate.

### Outras mídias
- Sonic estreou na banda desenhada com um mangá na revista Shogaku Yonensei ("estudante da quarta série"), contando a história de um garoto que se tornava o herói Sonic.
- Sonic the Comic foi uma versão europeia de Sonic, publicada pela inglesa Fleetway. Também publicava histórias de outros jogos da Sega, como Golden Axe, Streets of Rage e Shinobi. Durou 223 edições de 1993 a 2000.
- Em 1996 foi lançado no Japão um animê de Sonic, no qual Dr Eggman é supostamente expulso de seus domínios por um novo inimigo e pede a ajuda de Sonic, conhecido como Sonic Ova. Em 1999 foi lançado nos Estados Unidos como Sonic The Movie. Infelizmente, este anime nunca foi exibido em território brasileiro.
- Em 2003, foi feito o animê Sonic X, que durou 52 episódios mas foi expandido para 78 e desta vez é mais fiel aos vídeo games. Esse faz Sonic & Cia. entrarem no mundo dos humanos. Já foi exibido no Brasil pela Rede Globo, na TV Globinho. Em Portugal, foi transmitido pelo canal SIC, dentro do programa SIC Kids, e mais tarde pelo canal Biggs. Sonic X também foi apresentado na televisão globo na hora de Festival De Desenhos em 2010.
- Em 2012, Sonic também participou no filme Detona Ralph da Disney como personagem secundária. Primeiramente, num anúncio público na Game Central Station onde ele alega que personagens de jogos de vídeo não podem morrer em jogos de onde eles não se originaram, se não, eles não vão regenerar e desaparecerão para sempre. Sonic volta na sequência Wi-Fi Ralph, falando com os personagens do filme na Game Central Station.
- Sonic ganhou seu próprio filme em 2020, Sonic the Hedgehog, onde é criado por meio de computação gráfica. Nele Sonic vem de outra dimensão, sendo forçado a fugir para a Terra após um ataque que matou sua mentora, e após anos escondido acaba se revelando quando causa um surto de energia que resulta em um grande blecaute.

## Vozes do personagem
Em japonês, Sonic é dublado desde Sonic Adventure por Junichi Kanemaru, que também assumiu o personagem nas versões animadas. Em inglês, Jaleel White dublou o personagem nas animações da DiC Entertainment e Ryan Drummond fez a voz nos jogos entre 1998 e 2004, até que a Sega decidiu unificar as vozes, com Jason Griffth tanto nos games entre 2005–2010 quanto em Sonic X. Roger Craig Smith assumiu o papel em 2011. No filme de 2020, Ben Schwartz é a voz de Sonic.
No Brasil, Sonic é dublado por Manolo Rey desde a transmissão televisiva de Sonic SatAM. No primeiro desenho do Sonic, Adventures of Sonic the Hedgehog, o personagem foi dublado por Oberdan Júnior, enquanto nas sua aparições em Detona Ralph e sua sequência, foi dublado por Fábio Lucindo.
Em Portugal, Sonic foi dobrado por Susana Menezes em Adventures of Sonic the Hedgehog e, mais tarde, por Edgard Fernandes. Carlos Macedo interpretou-o em Sonic Underground. Peter Michael deu-lhe voz em Sonic X - na sua dobragem original feita para a SIC - e mais tarde Luís Barros na redobragem feita para o Biggs. No filme Wreck-it Ralph foi dobrado por André Raimundo e em Sonic Boom e Sonic - O Filme é dobrado por Gonçalo Carvalho.

## Recepção e legado

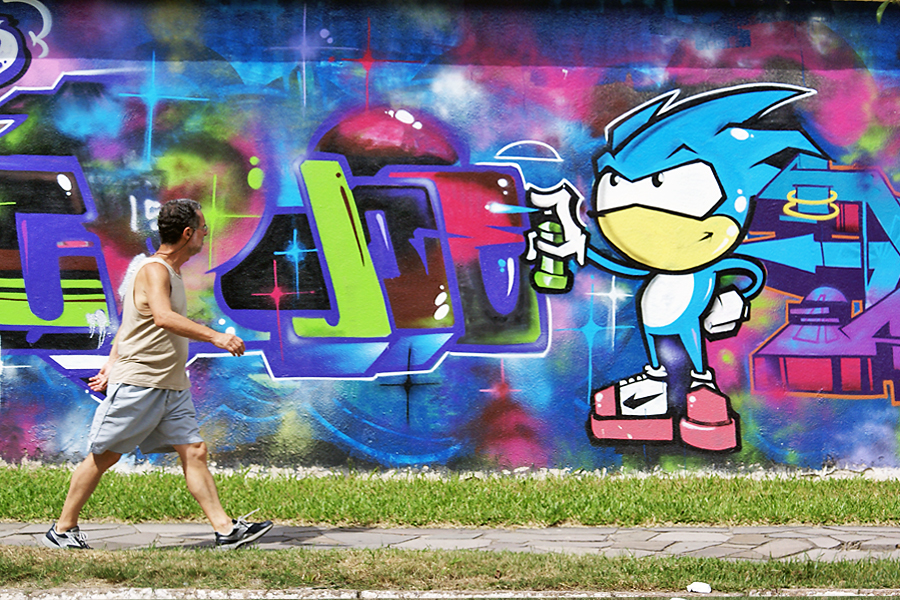
Graffiti de Sonic the Hedgehog visto em Porto Alegre, Brasil em 2011

Sonic se tornou um dos personagens mais conhecidos dos jogos eletrônicos por seus títulos de sucesso nos anos 90, gerando muito merchandising e produtos derivados. A Sega chegou a usar sua imagem em seus patrocínios, como para o time de futebol JEF United Ichihara Chiba, e na temporada de 1993 da Fórmula 1, em que a Sega patrocinou a campeã WilliamsF1, e no Grande Prêmio da Europa, o troféu da corrida era uma estátua de Sonic.
Há um gene no DNA dos mamíferos que foi designado Sonic hedgehog, em sua homenagem. A equipe japonesa que desenvolveu o equipamento Radio & Plasma Wave Investigation (RPWI) para a missão JUICE da ESA, a lançar em 2022, conseguiu a aprovação da Sega para usar Sonic como mascote do utensílio.